# Adelpha viola
Adelpha viola is een vlinder uit de onderfamilie Limenitidinae van de familie Nymphalidae. De wetenschappelijke naam van de soort werd in 1913 gepubliceerd door Hans Fruhstorfer.